# Glossocardia agassizii
Glossocardia agassizii är en musselart som först beskrevs av Dall 1889.  Glossocardia agassizii ingår i släktet Glossocardia och familjen Trapezidae. Inga underarter finns listade i Catalogue of Life.